# Mosciano Sant'Angelo
Mosciano Sant'Angelo (Mëscià o Muscianë in dialetto moscianese) è un comune italiano di 9 171 abitanti della provincia di Teramo in Abruzzo.

## Geografia fisica
Si distende sulla fascia collinare teramana che, tra i fiumi Salinello e Tordino, digrada verso la costa: torri medievali e moderne industrie ne delineano il profilo stagliato tra il Gran Sasso ed il mare Adriatico.

## Origini del nome

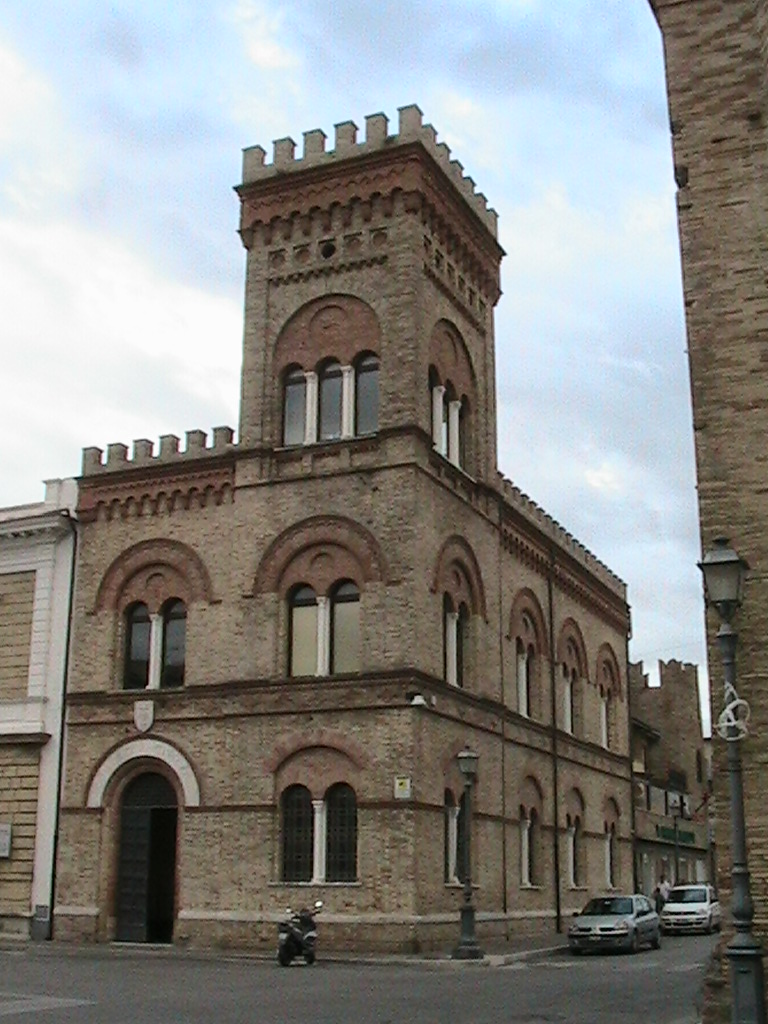
Palazzo municipale

Nella dizione locale è muscianë; il toponimo, attestato fin dall'anno 897, è un derivato dall'antroponimo latino Mus(s)ius, con il suffisso prediale -ānus. La specificazione Sant'Angelo è di origine agionimica, da San Michele Arcangelo, titolare della chiesa parrocchiale, ed è un'aggiunta burocratica assunta, per risolvere casi di omonimie toponimiche, con R.D. 28 giugno 1863 n. 1426 sulla base della delibera comunale del 17 agosto 1862, come indica lo studioso moscianese Duilio Shu nelle sue pubblicazioni del 1989, del 1991 e del 1995 a proposito dell'origine del nome.

## Storia
L'area del Tordino fu romanizzata a partire dal I sec. a.C. come provano sia l'archeologia, con numerosi resti insediativi, sia la toponomastica relativa alle proprietà fondiarie.

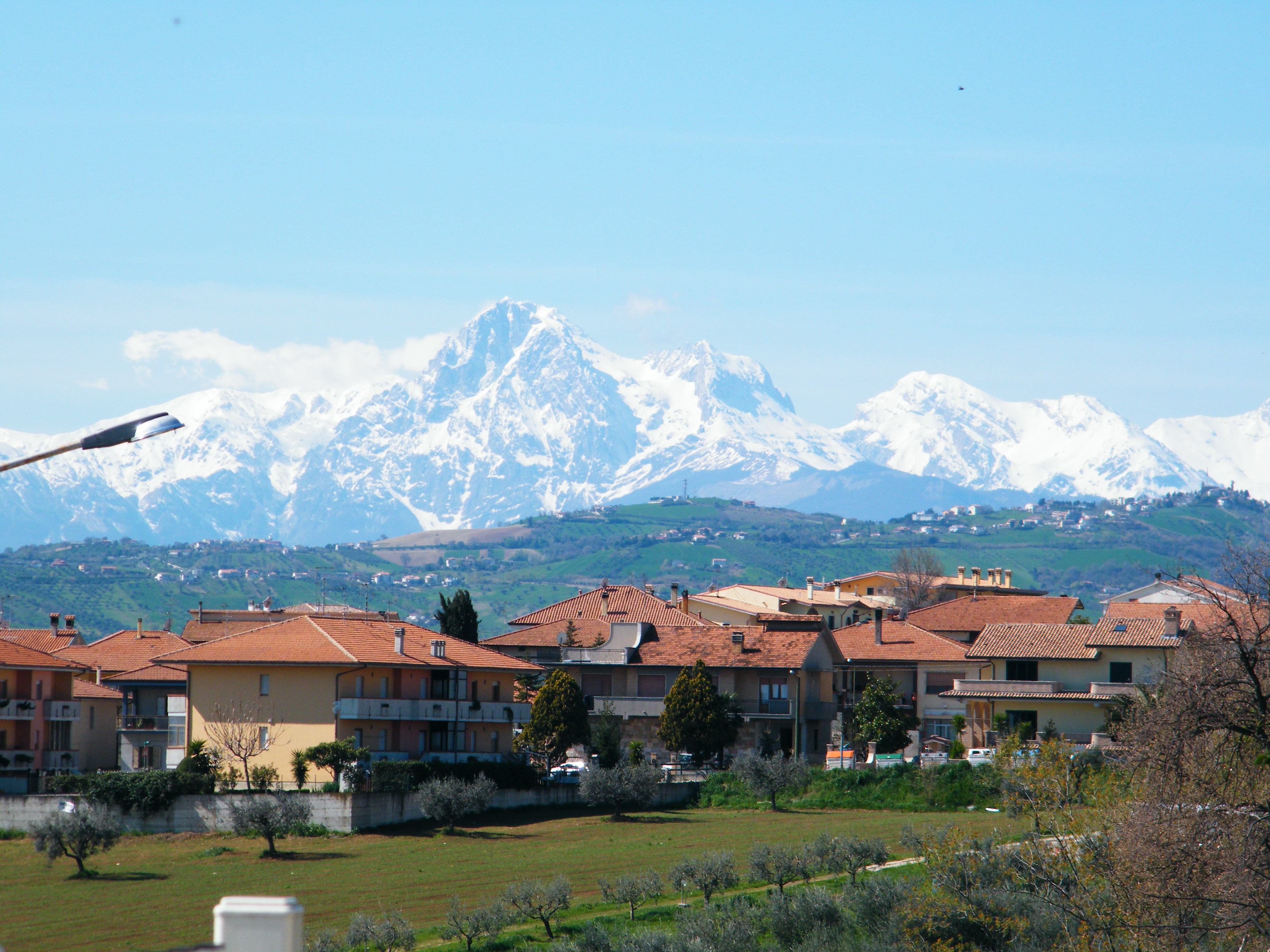
Una veduta del Gran Sasso d'Italia dalla Contrada Convento di Mosciano Sant'Angelo

La più antica testimonianza scritta relativa al territorio di Mosciano sant'Angelo risale invece all'alto medioevo: in un documento dell'episcopato teramano riguardante l'anno 897 compaiono beni fondiari qualificati come "RES MUSIANO"; all'Altomedioevo risale anche la fondazione del "Monastero benedettino di S.Angelo in Musiano" dedicato a San Michele Arcangelo, santo particolarmente venerato sin dall'epoca del Regno longobardo, che governò buona parte della Penisola tra il VI e l'VIII secolo. Intorno al Monastero si formò un "borgo fortificato" che a fine Trecento fu sottoposto al dominio degli Acquaviva, duchi di Atri e conti di Castel San Flaviano, corrispondente alla moderna Giulianova. Simbolo della loro presenza era ed è la Torre Acquaviva eretta nel 1397.
Del comune di Mosciano fa parte la frazione di Montone, borgo medioevale suggestivo, dove dal 1994 annualmente si tiene il festival culturale "Montone tra il sole e la luna".

## Monumenti e luoghi d'interesse

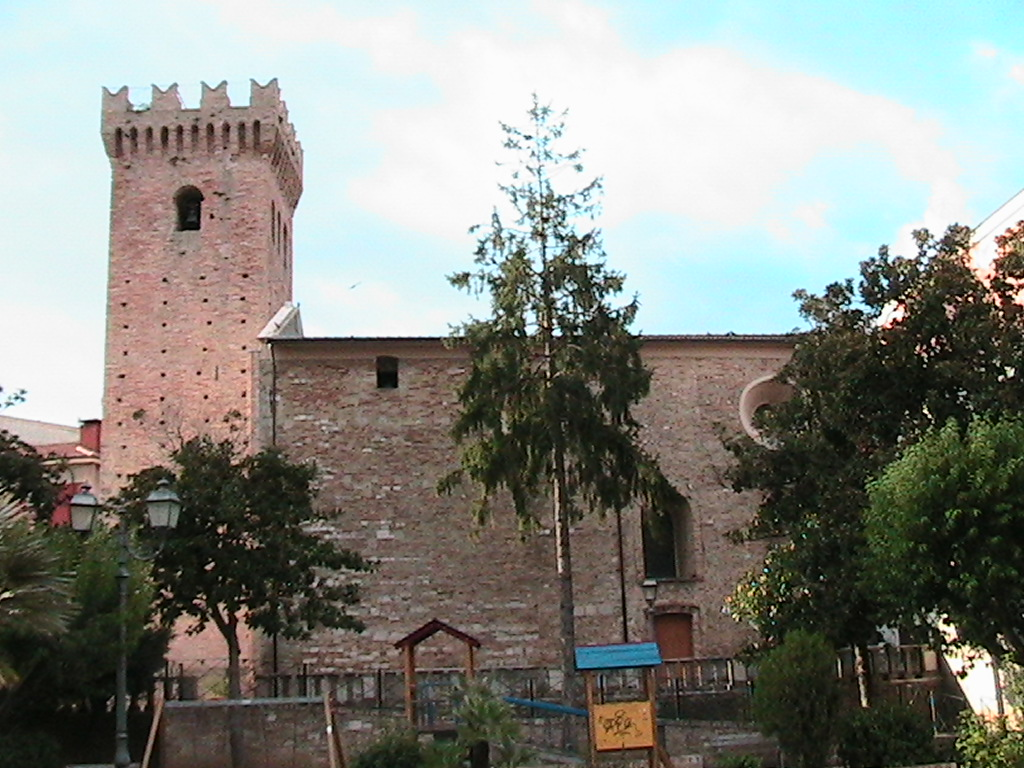
Chiesa di San Michele Arcangelo

- Torre Acquaviva: fu eretta da frate Matteo di Morro d'Oro per volere degli Acquaviva nel 1397. Sorge di fronte alla chiesa di San Michele Arcangelo. Tutt'oggi si presenta, dopo più di seicento anni, in perfetto stile medioevale, con le sue merlature in alto alla torre. Un tempo veniva utilizzata come torre di vedetta, oggi invece come orologio e campanile della chiesa di San Michele Arcangelo.
- Castello di Petecciano - Dimora storica che si erge maestosa al mezzogiorno del paese di Mosciano Sant'Angelo. La testimonianza più antica del feudo di Petecciano risale al XII secolo[7]. Grazie alla sua posizione eminente e isolata si affaccia sia verso il mare che verso il Gran Sasso d'Italia.
- Chiesa di San Michele Arcangelo: costruita nel 1397 mediante l'annessione alla vecchia torre di guardia "Torrione Acquaviva". Fu eretta da frate Matteo da Morro d'Oro, e spicca la torre campanaria decorata con merlature e beccatelli.
- Torre Cardelli: fa parte del borgo fortificato ed è incastonata tra edifici seicenteschi. Ha pianta esagonale ed è ornata da beccatelli e da finestre a tutto sesto. Fu restaurata per la prima volta nel 1925.
- Torre Marini: anch'essa era collegata al vecchio borgo. Ha pianta quadrata con due finestre sul lato principale e beccatelli sulla sommità. Accanto è costruita una casa medicea ornata da ampi archi.
- Torre Belvedere: è posta vicino alla Cardelli. Si identifica per i beccatelli alleggeriti da curve e non da spigoli. Ha pianta quadrata.
- Palazzo comunale: di matrice cinquecentesca, il palazzo è ornato da una torre rettangolare con una finestra suddivisa in tre archi da bianche colonne. Tutta la copertura è ornata da merlature semplici. I finestrati sono suddivisi da una colonna.
- Torre Zeda: si tratta della torre che è legata alla porta di accesso della vecchia città. A differenza delle altre è circolare ed ha semplici merlature.
- Convento francescano di Santa Felicita e dei Sette Fratelli: si trova fuori dalla città. Ricostruito nel Trecento su un precedente Monastero benedettino dedicato ai Santi Sette Fratelli, cella dell'Abbazia di Montecassino talmente importante da essere inserita tra i possedimenti cassinensi rappresentati sulle porte bronzee fatte realizzare nel 1065 dall'Abate Desiderio[8], presenta ampliamenti cinquecenteschi. Il chiostro si trova sulla destra, mentre la facciata è assai sobria, decorata da un piccolo rosone. Spicca il grande campanile quadrato.
- Chiesa dell'Addolorata XIX secolo
- Chiesa del Ss. Rosario XIX secolo danneggiata più volte
- Chiesa di San Rocco XIX secolo

## Società

### Evoluzione demografica
Abitanti censiti

## Geografia antropica

### Località
Zona Artigianale Ripoli, Colle Imperatore, Contrada Collepietro, Contrada Convento "Santi Sette Fratelli", Contrada Maggi, Contrada Marina I, Contrada Marina II, Montone, Mosciano Sant'Angelo, Mosciano Stazione, Mulinetto, Selva Piana (Notaresco Stazione), Selva Alta, Contrada Ripoli.

## Economia
L’area industriale di Mosciano Sant’Angelo è uno dei più importanti poli artigianali e industriali d’Abruzzo, dove hanno sede numerose attività produttive, tra cui uno degli stabilimenti di Amadori.

## Amministrazione
| Periodo        | Periodo        | Primo cittadino    | Partito                                                   | Carica  | Note          |
| -------------- | -------------- | ------------------ | --------------------------------------------------------- | ------- | ------------- |
| 23 aprile 1995 | 13 giugno 2004 | Orazio Di Marcello | Lista Civica di Centro-sinistra                           | Sindaco | [ 12 ] [ 13 ] |
| 14 giugno 2004 | 7 giugno 2009  | Franco Filipponi   | Lista Civica di Centro-sinistra                           | Sindaco | [ 14 ]        |
| 8 giugno 2009  | 25 maggio 2014 | Orazio Di Marcello | Lista Civica di Centro-sinistra Mosciano Democratica      | Sindaco | [ 15 ]        |
| 26 maggio 2014 | in carica      | Giuliano Galiffi   | Lista Civica di Centro-sinistra Mosciano Democratica - PD | Sindaco | [ 16 ]        |

## Sport

### Calcio
La principale squadra di calcio della città è l'A.S.D. Mosciano 1927 Calcio, che milita nel campionato abruzzese di Eccellenza. I colori sociali sono il rosso e il giallo. Il punto più alto della sua storia sono stati gli 8 anni consecutivi in C.N.D., sfiorando, in uno di questi, la Serie C2. È stata fondata nel 1927.

### Tennis
La principale squadra di tennis della città è l'équipe del A.S.D. Circolo Tennis Mosciano. La squadra maschile milita attualmente nel campionato di serie C regionale: 
nella stagione 2012/2013 si è resa protagonista della promozione in serie A2, categoria mantenuta per due anni, e successivamente ha disputato anche il campionato di serie B nazionale. La squadra femminile milita attualmente nel campionato di serie B2 nazionale. I colori sociali sono il bianco e l'azzurro e la fondazione risale al 1988. Si distingue per essere la prima squadra della provincia di Teramo a partecipare al campionato nazionale di serie A2 maschile di tennis.

### Basket
Fondata nel 2004, la Polisportiva Olimpia Mosciano A.S.D., partecipa al suo primo campionato di Promozione nel 2011. Alla fine della stagione 2015-2016, arriva la promozione dalla Serie D alla Serie C Silver. La città ha ospitato le finali scudetto U17 femminile nel 2013 e nel 2014, che hanno visto vittoriose rispettivamente la Fortitudo Bologna e la Reyer Venezia e anche nel 2023 ha ospitato le finali nazionali under 15 femminili. Nella stagione 2023-24 l’Olimpia Mosciano milita in serie C.